# Записки сумасшедшего (фильм)
«Записки сумасшедшего» — телевизионный спектакль по одноимённой повести Н. В. Гоголя, поставленный режиссёром Александром Белинским на Ленинградской студии телевидения в 1968 году.

## Сюжет
Мелкий чиновник Аксентий Иванович Поприщин ведёт дневник, в котором детально описывает свой быт, службу, коллег. При этом над им владеет навязчивая идея — поиск неведомого поприща, достижение которого изменит его жизнь. Аксентий Иванович описывает свои романтические чувства к дочери директора, а позже, желая узнать тайные мысли девушки, заговаривает с её собачкой и даже цитирует переписку, которую та, по его глубокому убеждению, ведёт с другой собакой. Через некоторое время его навязчивые идеи переходят в сферы внешней политики. Поприщин убеждён, что он — король Испании Фердинанд VIII. После скандальной выходки на службе его отправляют в сумасшедший дом, где он окончательно теряет рассудок.

## В ролях
- Евгений Лебедев — Аксентий Иванович Поприщин, титулярный советник
- Павел Панков — надзиратель (санитар) в сумасшедшем доме

## Отзывы
Журнал «Советский экран» назвал двумя лучшими ролями Евгения Лебедева на экране образ Отца из фильма «Последний месяц осени» (1965 год) и Поприщина из «Записок сумасшедшего».
Театральный деятель, кинематографист и литератор Рудольф Фурманов в своём романе «Из жизни сумасшедшего антрепренёра» называет образ Поприщина в этой постановке незабываемым. Гоголь всегда был любимым автором Евгения Лебедева, именно это позволило актёру отразить все детали и оттенки классического произведения.
Этот телевизионный фильм неоднократно признавался одной из самых больших творческих удач Александра Белинского. Критик и театровед Елизавета Уварова отмечает, что успех постановке обеспечило, в том числе,
глубокое понимание режиссёром гоголевской образности, его склонность к сатире, гротеску.